# Бартулис, Антон Петрович
Антон Петрович Ба́ртулис (латыш. Antons Bārtulis, в некоторых источниках — Бартуль; 1912, Краслава, ныне Латвия — 18 мая 1993 года) — советский латвийский животновод, свинарь совхоза «Какениеки» Добельского района Латвийской ССР. Герой Социалистического Труда (1959).

## Биография
Родился в 1912 году в городе Краслава (ныне Латвия). Белорус.
С 9-летнего возраста нанимался работать батраком в сельском хозяйстве.
После оккупации Латвии германскими войсками во Время мировой войны как сторонник советской власти был сослан на остров Рюген, работал на каменоломне. После окончания войны вернулся на родину, где в 1947 г. вступил в колхоз им. Жданова Краславского района. Работал бригадиром, заместителем председателя и председателем колхоза. Ушёл с поста председателя из-за того, что не имел даже начального образования.
С 1958 года в совхозе «Какениеки» Добельского района: свинарь, с 1962 звеньевой по откорму свиней.
В 1958 г. откормил 400 поросят до сдаточного веса 420 центнеров. В 1959 г. набрал группу 800 поросят и за 2,5 тура откормил 2014 свиней. Указом Президиума Верховного Совета СССР от 25 декабря 1959 года удостоен звания Героя Социалистического Труда с вручением ордена Ленина и золотой медали «Серп и Молот» «за выдающиеся успехи, достигнутые в результате применения передовых методов откорма свиней».
В 1960 году обязался откормить 3000 поросят, откормил — 4015.
Член КПСС, делегат XXII съезда КПСС (1961).
Депутат Совета Национальностей Верховного Совета СССР 6, 7 и 8 созывов от Латвийской ССР (1962—1974).
После выхода на пенсию проживал в Даугавпилсе. Скончался в 1993 году. Похоронен на кладбище села Аннениеки Добельского края.
Жена — Ульяна Валя Донатовна (1919—2001).

## Награды
- Герой Социалистического Труда[7]
- Орден Ленина